# Werniks kopalowy
Werniks kopalowy – rodzaj sporządzanego na zimno werniksu. Otrzymuje się go z jednej części kamfory wymieszanego z dwunastoma częściami miałkiego kopalu zanzibarskiego, pięcioma częściami bezwodnego alkoholu i połową części francuskiego olejku terpentynowego. Mieszaninę taką należy pozostawić w szczelnie zamkniętym naczyniu przez kilka tygodni, wstrząsając co jakiś czas. Na koniec należy ją przecedzić przez bawełniane płótno. Werniksu kopalowego można używać w aureoli, enkaustyce i witrochromii. Nie należy używać w malowidłach olejnych. W konserwacji używa się go do nasycania spróchniałego drewna.